# Coelotanypus lobensis
Coelotanypus lobensis är en tvåvingeart som beskrevs av Analia C.Paggi 1993. Coelotanypus lobensis ingår i släktet Coelotanypus och familjen fjädermyggor. Inga underarter finns listade i Catalogue of Life.